# 赫特內冰原島峰
71°45′S 26°25′E / 71.750°S 26.417°E
赫特內冰原島峰（英語：Hettene Nunataks）是南極洲的冰原島峰，位於毛德皇后地的朗希爾德公主海岸，屬於南龍達訥山脈的一部分，挪威製圖師根據美國海軍拍攝的空中照片繪入地圖，現時由南極條約體系管理。